# Ново село (община Велес)
Вижте пояснителната страница за други значения на Ново село.
Ново село (на македонска литературна норма: Ново Село) е село в община Велес на Северна Македония.

## География
Селото е разположено в равнината на левия бряг на Вардар в подножието на рида Иланджи. Землището му е с големина от 1,2 км2.

## История
В „Етнография на вилаетите Адрианопол, Монастир и Салоника“, издадена в Константинопол в 1878 година и отразяваща статистиката на населението от 1873 година, Ново село Изток (Novo-Selo-Est, за да се отличава от другото велешко Ново село, отбелязано като Ново село Запад) е посочено като село с 14 домакинства с 59 жители българи.
Според статистиката на Васил Кънчов („Македония. Етнография и статистика“) от 1900 година Ново село е чисто българско село със 156 жители българи християни.
В началото на XX век цялото село е под върховенството на Българската екзархия. По данни на секретаря на екзархията Димитър Мишев („La Macédoine et sa Population Chrétienne“) в 1905 година в Ново село има 128 или 200 българи екзархисти (едните данни са за Ново село, но не е ясно кои). Според секретен доклад на българското консулство в Скопие 28 от 43 къщи в селото през 1907 година под натиска на сръбската пропаганда в Македония признават Цариградската патриаршия, но след Младотурската революция от 1908 година се връщат към Българската екзархия.
При избухването на Балканската война в 1912 година 4 души от Ново село са доброволци в Македоно-одринското опълчение.
Селото е изселено в 1971 година, когато има само 2 жители.

## Личности
Родени в Ново село
- Диме Лазов, български революционер, четник на Ефрем Миладинов в 1914 година[7]
- Пано Петрушов, български революционер от ВМОРО, четник на Димитър Ничев[8]

Починали в Ново село
- Благой Гьорев (1922-1942) югославски партизанин и деец на НОВМ